# 高平慎士
高平慎士（日语：／ Takahira Shinji，1984年7月18日—），日本男子田径运动员。他曾代表日本参加2004年、2008年和2012年夏季奥林匹克运动会田径比赛，其中2008年奥运会获得一枚银牌。